# Axel Karlsson Rixon
Axel Annica Karlsson Rixon, tidigare Annica Karlsson Rixon, född 1962 i Västra Frölunda är en svensk konstnär med inriktning på fotografi och doktor i fotografisk gestaltning. 

## Biografi
Karlsson Rixon har en examen från Nordens Fotoskola i Stockholm och en Master of Fine Arts från California Institute of Arts, Valencia, USA. Hen slog igenom på 1990-talet och uppmärksammades bland annat 1991 på Moderna Museets utställning Lika med. Karlsson Rixons tidiga verk har ett surrealistiskt anslag där hen bland annat undersöker frågor kring kroppen och genustillhörighet. Under mitten av 1990-talet levde och arbetade hen på amerikanska västkusten där Karlsson Rixon gjorde det omfattande verket Truckers and Others samt porträttserien Portraits in Nordic Light som anspelar på Nordiskt sekelskiftesmåleri. Fotoinstallationen Annika by the Sea är ett uppföljande generationsporträtt med sju kollegor med samma förnamn: Eriksson, von Hausswolff, Larsson, Lundgren, Ström, Öhrner och Karlsson Rixon själv. Under 2000-talet har hen arbetat med flera omfattande serier och installationer, bland annat State of Mind som belyser situationen för queerpersoner i Sankt Petersburg, Ryssland. Detta verk utgjorde också kärnan till hens doktorsavhandling i fotografisk gestaltning. Karlsson Rixon tog sin doktorsexamen vid 2016 vid Akademin Valand, Göteborgs universitet. Under 2013 gjorde Karlsson Rixon Här är vi, ett offentligt gestaltningsuppdrag för Stockholm konst.  
Förutom en omfattande utställningsverksamhet så förekommer Karlsson Rixon ofta som gästlärare och föreläsare både i Sverige och utomlands. Mellan 2003 och 2007 var hen adjungerad professor på Högskolan för fotografi vid Göteborgs universitet. Karlsson Rixon är representerad vid bland annat Göteborgs konstmuseum, Norrköpings konstmuseum och Moderna museet. År 2006 fick Karlsson Rixon Sten A Olssons kulturstipendium.